# Азаров, Всеволод Борисович
Всеволод Борисович Азаров (настоящее имя Илья Борисович Бронштейн; 14 [27] мая 1913, Одесса — 11 апреля 1990, Ленинград) — русский советский поэт и публицист, драматург.

## Биография
Всеволод Азаров родился в 1913 году в Одессе, в семье зубного врача Бориса Ильича Бронштейна и Mарии Наумовны Бронштейн. У него была сестра Клара. Семья жила в доме Шполянского на Пушкинской улице, 34, кв. 4. Отец работал в поликлинике Красного Креста на Херсонской улице (ныне — Пастера), 11.
Учился в Единой трудовой школе им. Ильича (ныне школа № 52). Рано начал писать стихи, посещал литкружок при городской газете «Станок». Позже, в поэме «Щедрая юность» поэт выразительно обрисовал Одессу и литературный быт эпохи. В ранних стихах очевидно влияние Багрицкого: Азаров выбирает экзотические, яркие темы и образы, его стихи пронизаны революционной романтикой, им свойственны динамизм и экспрессия.
В 1930 году под Одессой на манёврах Перекопской дивизии познакомился с писателем Мате Залкой. Прочитав стихи 17-летнего поэта, Мате Залка дал ему рекомендацию в ленинградский журнал оборонной литературы «Залп». Приехав в Ленинград занимается в литобъединении Красной Армии и Флота. Его литературными учителями становятся Н. Тихонов, Вс. Рождественский, А. Прокофьев.
В 1931 в декабрьском номере журнала «Звезда» Н.Тихонов публикует стихотворение Азарова «Мир и война». Позже выходят первые сборники стихов — «Мужество» (1932) и «Спать воспрещено» (1933). Главная тема поэзии — ощущение близости новой войны, великих испытаний для каждого. Н. Тихонов считал, что именно Азаров — создатель первых антифашистских песен в стране. В 1936 Азаров знакомится со знаменитым немецким певцом Эрнстом Бушем, сочиняет русский текст для его знаменитой «Песни народного фронта» (муз. В. Томилина, слова Э.Вайнерта). К этому же времени относится и замысел поэмы о вожде немецких коммунистов Э. Тельмане (поэма «Товарищ Тельман» вышла в 1956).
В 1937 году к 100-летию со дня смерти Пушкина Азаров выпускает цикл стихотворений, навеянных посещением Михайловского и Тригорского. Молодой поэт имел смелость послать стихи Ромену Роллану — и получил доброжелательный отзыв; французский писатель с удовлетворением отмечал, что, судя по этим стихам, слухи о кончине поэзии в советской России преувеличены. В 1940 выходит ещё один стихотворный сборник — «Город моей юности», одна из ведущих тем которого — любовь к Ленинграду, ставшему второй родиной поэта.
С начала Великой Отечественной войны Азаров постоянно работает в редакциях фронтовых газет в Кронштадте, в соединениях балтийских подводников и штурмовиков. Он участвует в работе писательской группы при Политуправлении Балтийского флота. Позже Азаров писал, что именно фронтовые испытания стали для него «главной школой и источником вдохновения»: «Война дала нам, её газетчикам, редчайшую возможность братского общения со своими героями… Какое высокое нравственное удовлетворение давал нам наш будничный, рядовой труд под бомбежками и обстрелом. Никогда ранее и позднее не испытывал я такого чувства полезности, необходимости того, что делаешь». Азаров писал стихи и очерки для чтения на передовой. В осажденном Ленинграде выходит книга очерков «Кронштадт ведет бой» (1941) и сборник стихов «Ленинграду» (1942). В 1942 в соавторстве с Всеволодом Вишневским и Александром Кроном была написана получившая широкую известность героическая комедия «Раскинулось море широко…». Азаров прошёл военным корреспондентом всю войну, участвовал в снятии блокады Ленинграда, освобождении Эстонии, в операциях Балтийского флота в Восточной Пруссии. «Войною обожжён мой стих» («Мой долг был труден…»),— писал поэт, считавший себя «рядовым стихотворных войск». Родители и сестра были убиты немецкими и румынскими оккупантами осенью 1941 года во время акции уничтожения еврейского населения Одессы.
Война и человеческая память — важные темы послевоенной лирики Азаров (сборник «Свет маяка», 1956; «Крутая волна», «Голоса моря», оба — 1959; «Солнце и море», 1963; «На Марсовом поле», 1964).
Азаров вёл в Союзе писателей Ленинграда работу по межреспубликанским творческим связям, занимался переводами поэтов Эстонии, Латвии, Литвы, Украины, Белоруссии. Во время компании по осуждению Иосифа Бродского за тунеядство выступил на заседании Ленинградского отделения СП РСФСР 17 декабря 1963 года в поддержку обвинения.
Много лет руководил литобъединением «Путь на моря», в настоящее время ЛИТО носит его имя.
Умер в 1990 году, похоронен на Комаровском поселковом кладбище.

## Творчество
- Мужество: Стихи 1931—1932 гг. — Л.; М., 1932.
- Спать воспрещено: Стихи 1930—1932 гг. — Харьков; Киев, 1933.
- Город моей юности: стихи. — Л., 1940.
- Кронштадт ведет бой: очерки. — Л., 1941.
- Балтийские баллады. — М., 1942.
- Ленинграду: стихотворения. — Л., 1942.
- У двух морей: стихи. — Л., 1947.
- Товарищ Тельман: поэма. — Л., 1956.
- Голоса моря: стихи. — Л., 1959.
- Вечный огонь: стихи. — Л., 1961.
- Возвращение счастья: Об академике В. П. Филатове. — М., 1961.
- На Марсовом поле: стихи. — Л., 1964.

- Рукопожатье: Стихотворения и переводы с эстонского. — Таллин, 1964.
- Всеволод Витальевич Вишневский: документальная повесть. — Л., 1966 и 1970.
- У нас на Балтике: очерки. — Л., 1968.
- Океанский проспект: стихи. — М., 1970.
- Поздний мёд: стихотворения. — Л., 1971.
- Матросы шли первыми: документальная повесть. — Симферополь, 1974.
- На берегах Сороти. Документальная повесть. — 1974
- Мужество. — Мурманск, 1976.
- Ранний свет: стихотворения. — Л., 1980.
- Роза ветров: стихотворения. — Л., 1982.
- Подводник Осипов: Лирическая хроника. — Л., 1983.
- Мальчик с обручем: стихотворения и поэмы. — Л., 1984.
- Командир «С-7». — М., 1986.
- Весна в старом городе: стихотворения и переводы. — Таллин, 1987.
- Ветры нашей молодости: Повести, очерки, воспоминания. — Л., 1987.
- Избранное: [стихи и поэмы] / вступ. статья А.Павловского. — Л., 1987.
- Мосты памяти: стихотворения. — М., 1988.
- Мой стиль — это мои убеждения: О композиторе В. Томилине. — Л., 1989.
- Живые, пойте о нас. — Ленинград, 1969, 1972 второе дополненное издание